# Брюстер, Дейвид
Сэр Дейвид Брюстер (англ. Sir David Brewster; 11 декабря 1781 — 10 февраля 1868) — шотландский физик, биограф и преподаватель, редактор. 
Член Лондонского королевского общества (1815), президент Эдинбургского королевского общества (1864)

## Биография
Дейвид Брюстер родился в Джедборо 11 декабря 1781 года.

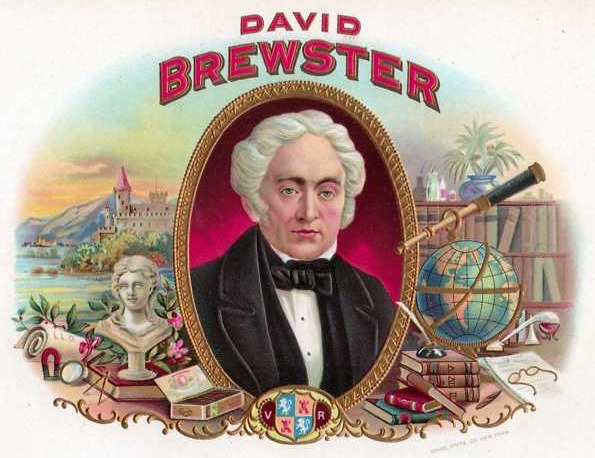
Портрет на вкладке в коробку сигар

Изучал теологию в Эдинбургском университете, который окончил в 1800 году,  принял сан священника и стал одним из основателей в 1843 году Свободной шотландской церкви. Был фармацевтом, потом доктором прав и адвокатом; но уже с 1801 года стал заниматься физикой, которой потом — и преимущественно оптике — посвятил свою жизнь.
В 1802—1806 гг. — редактор журнала «Эдинбургмэгэзин», в 1807—1830 гг. — Эдинбургской энциклопедии. В 1837—1859 — руководитель колледжей и профессор физики Сент-Эндрюсского университета, с 1860 года — вице-президент Эдинбургского университета.
Специализировался на изучении оптических явлений, прежде всего спектральных и поляризационных. Открыл в 1815 году связь между показателем преломления диэлектрика  и углом падения света, при котором отражённый от поверхности диэлектрика свет полностью поляризован (Закон Брюстера). Изучал поглощение света, открыл двойное лучепреломление в средах с искусственной анизотропией, наблюдал при этом круговую поляризацию (1850 г.), открыл существование двухосных кристаллов (1818 г.).
В честь Брюстера назван минерал брюстерит — сложный алюмосиликат кальция, стронция, бария.
В 1816 году изобрёл калейдоскоп.
Является автором биографии Исаака Ньютона.
В 1830 году учёный был награждён Королевской медалью Лондонского королевского общества.
Внёс важный вклад в популяризацию науки, стоял у истоков Британской научной ассоциации.
Широкую известность получила полемика Брюстера с Уильямом Уэвеллом на тему существования жизни на других планетах.
Сэр Дейвид Брюстер умер 10 февраля 1868 года в родных местах и был похоронен в аббатстве Мелроуз, рядом со своей первой женой и вторым сыном.
Семья
Брюстер был женат дважды. Его первая жена, Джульетта Макферсон (ок. 1776-1850), была дочерью Джеймса Макферсона (1736-1796), вероятного переводчика оссиановских стихов. Они поженились 31 июля 1810 года в Эдинбурге и родили четырех сыновей и дочь: 
Джеймс (1812 год–)
Чарльз Макферсон (1813-1828), утонул.
Дэвид Эдвард Брюстер (17 августа 1815 – го) стал военным офицером (подполковником), служившим в Индии.
Генри Крейги (1816-1905) стал военным офицером и фотографом.
Маргарет Мария Гордон (1823-1907) написала книгу о Брюстере, которая считается наиболее полным описанием его жизни.
Второй раз Брюстер женился в Ницце 26 (или 27) марта 1857 года на Джейн Кирк Парнелл (р. 1827), второй дочери Томаса Парнелла из Скарборо. Леди Брюстер, как известно, упала в обморок во время дебатов по эволюции в Оксфорде 30 июня 1860 года. 

## Память
В честь Дейвида Брюстера в 1976 году был назван кратер на Луне и физический корпус Университета Хериота-Уатта в Эдинбурге.